# Корада (Монца и Бријанца)
Корада је насеље у Италији у округу Монца и Бријанца, региону Ломбардија.
Према процени из 2011. у насељу је живело 334 становника. Насеље се налази на надморској висини од 211 м.